# Lista de inscrições ao Oscar de melhor filme de animação em 2004
Esta é lista das inscrições ao Oscar de melhor filme de animação para a edição de 2004, sendo concedido pela primeira vez em 2002. Um longa-metragem de animação é definido pela Academia de Artes e Ciências Cinematográficas com duração de mais de 40 minutos. Três de onze filmes inscritos foram indicados, sendo Finding Nemo o ganhador desta edição.

## Inscrições
| Filme                        | Estúdio(s)                      | Diretor(es)                | País(es)       | Resultado      |
| ---------------------------- | ------------------------------- | -------------------------- | -------------- | -------------- |
| Brother Bear                 | Walt Disney Feature Animation   | Aaron Blaise Robert Walker | Estados Unidos | Indicado       |
| Finding Nemo                 | Pixar Animation Studios         | Andrew Stanton             | Estados Unidos | Ganhou o Oscar |
| Jester Till                  | Munich Animation                | Eberhard Junkersdorf       | Alemanha       | Não indicado   |
| The Jungle Book 2            | Disneytoon Studios              | Steve Trenbirth            | Estados Unidos | Não indicado   |
| Looney Tunes: Back in Action | Warner Bros. Feature Animation  | Joe Dante                  | Estados Unidos | Não indicado   |
| Millennium Actress           | Madhouse                        | Satoshi Kon                | Japão          | Não indicado   |
| Piglet's Big Movie           | Disneytoon Studios              | Francis Glebas             | Estados Unidos | Não indicado   |
| Pokémon Heroes               | OLM, Inc.                       | Kunihiko Yuyama            | Japão          | Não indicado   |
| Rugrats Go Wild              | Nickelodeon Movies Klasky Csupo | Norton Virgien John Eng    | Estados Unidos | Não indicado   |
| Tokyo Godfathers             | Madhouse                        | Satoshi Kon                | Japão          | Não indicado   |
| Les Triplettes de Belleville | Les Armateurs                   | Sylvain Chomet             | França         | Indicado       |